# 崙背分駐所宿舍群
23°45′44″N 120°21′18″E / 23.762306°N 120.354889°E
崙背分駐所宿舍群，是位於臺灣雲林縣崙背鄉東明村的警察宿舍，其中兩棟日治時期建物列為歷史建築。

## 建築
1899年，日本政府為鎮壓雲林地方勢力，在崙背聚落偏東處設立崙背警察官吏派出所，以監視二崙、西螺兩地出入人士。依1917年地籍圖，作為此派出所的宿舍群占地共3321.59平方公尺，其中佔地面積93平方公尺的主官宿舍屬判任官甲種官舍等級，占地110平方公尺的雙拼宿舍則屬丙種等級。

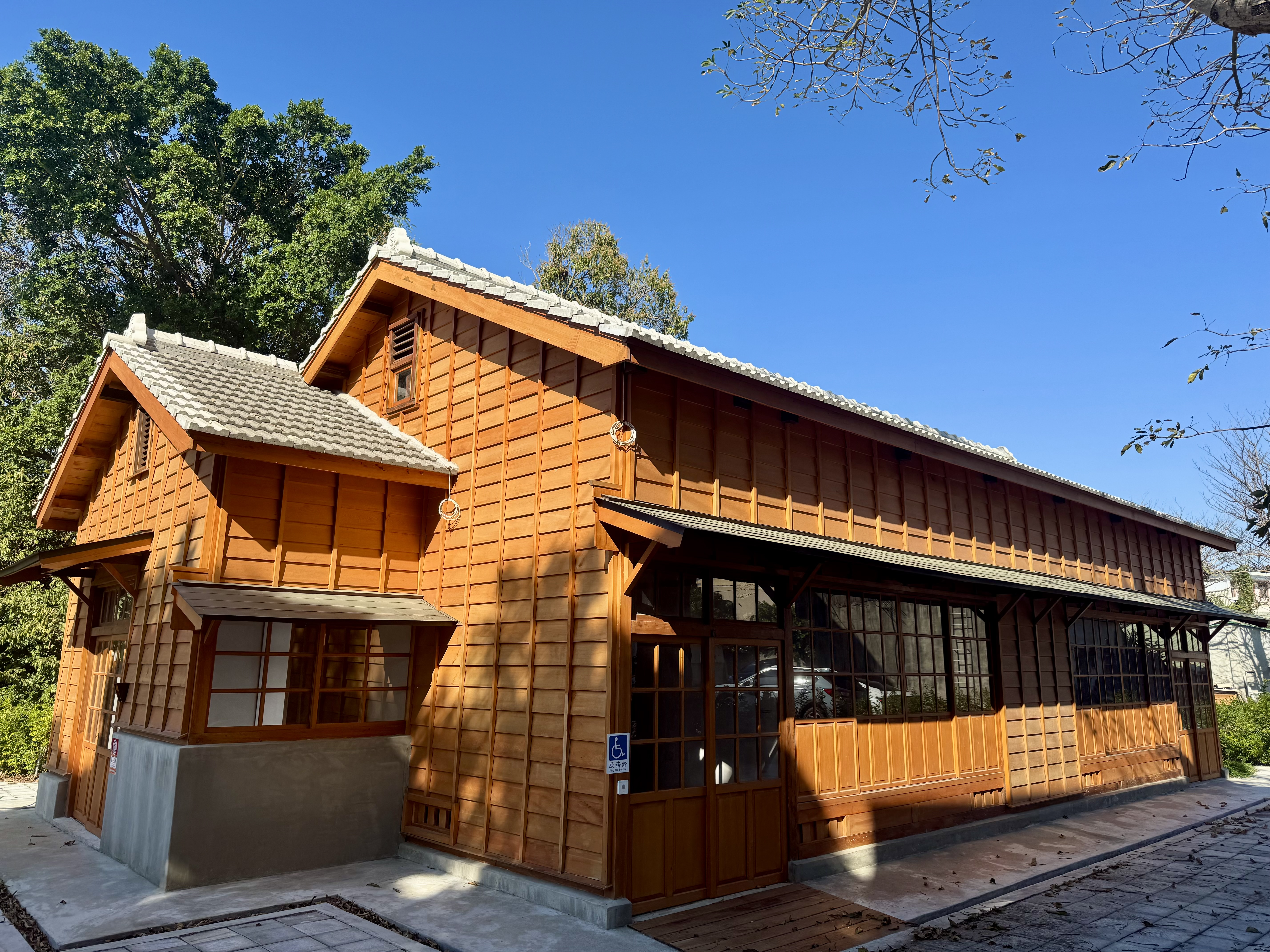
崙背分駐所雙拼宿舍

1960年代，該地增建114-6與114-7號的加強磚造宿舍。至2010年代初時，五棟舊宿舍中僅存三棟有人居住。

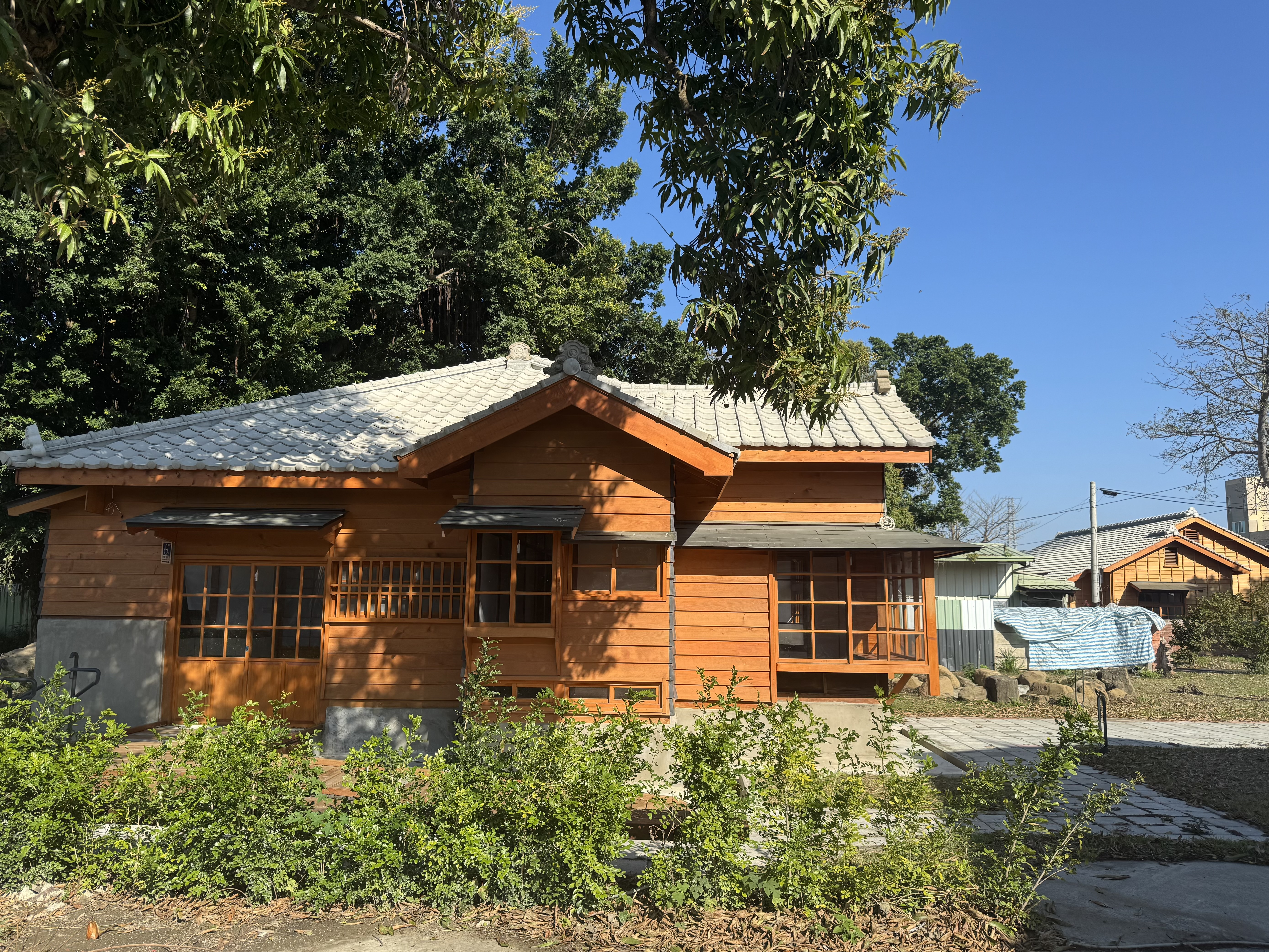
崙背分駐所主官宿舍與雙拼宿舍

2010年10月18日，日治時期建立的崙背分駐所主官宿舍、雙拼宿舍列為歷史建築。負責修復的建築師呂政道曾評論這兩棟具有犁壁榫、蛇頭榫、十字榫等傳統木工榫接工法，也保存了雨淋板、編竹夾泥牆等特色構造，屋面板更記錄著供料商是日治時期台南最大木材商「永森記商行」。

## 修復
2012年2月7日，縣長蘇治芬在文化處文資科長陳秀卿陪同下前往會勘。2021年2月25日，縣府工務處向縣長張麗善匯報說，崙背分駐所宿舍群修復等計畫已提送客委會。6月18日，立委劉建國透露客委會已同意補助新台幣2,100萬元作修復。
2023年3月，以2,185萬元發包委託利豐營造進行修復，總工程經費2,595萬元。2024年3月31日，呂政道建築師事務所舉行工地說明會時，縣文化觀光處副處長蘇建蒼宣布日後規畫作「詔安客家講古屋」與「青年駐地工作站」。